# 大阪市営バス港営業所
大阪市営バス港営業所（おおさかしえいバスみなとえいぎょうしょ）は、大阪府大阪市港区にあった、大阪市営バスの営業所である。最寄バス停は「港車庫」（廃止後は「福崎二丁目」）。配置車両の側面および後面窓ガラスに貼られる所属営業所を示すシールの表記は「港」である。
主として港区・西区を通る路線、弁天町バスターミナル発着の路線、住之江区南港地区の路線を担当していた。これらの路線は、天保山・弁天町バスターミナルにて操車を行っていた。また、鶴町営業所や東成営業所が主として担当している大正区・西成区・生野区の路線も一部の便で担当した。これらの路線は、鶴町車庫・西船町操車場・なんば操車場にて操車を行っていた。

## 沿革
- 1959年（昭和34年）4月21日 - 九条営業所（九）開設。開設場所は交通局のすぐ脇。
- 2000年（平成12年）5月20日 - 大阪臨港線浪速駅の一部跡地に開設。九条営業所から移転。
- 2013年（平成25年）3月31日 - 廃止。跡地は同時に廃止された赤バス車両の疎開留置場として使用された後、2018年より大阪シティバスの運転訓練場「港トレーニングセンター」となっている[1]。
- 2025年（令和7年）3月1日 - 約12年ぶりに大阪シティバスにより同地へ港営業所を開設[2]。同時にOMタクシー港営業所を同地に併存する形で設置。訓練施設である港トレーニングセンターも継続して同地にこの2社の営業所とともに併存。

## 大阪市営バス時代に担当していた路線
以下は2013年3月31日廃止時点での担当路線。

### 20・20A号系統
運行区間
- 20：弁天町バスターミナル - 石田二 - 八幡屋 - 第三突堤前 - 港車庫
- 20A：弁天町バスターミナル - 石田二 - 八幡屋 - 第三突堤前

概要
20号系統は、大阪環状線・地下鉄中央線弁天町駅と港区南部の工業地域を結ぶ路線である。日中および夜間は20A号系統として弁天町バスターミナル-第三突堤前間の運行となる。
沿革
- 昔は九条営業所（現在の港営業所）担当の路線で、支線105号系統（境川 - 波除｛現在は廃止｝ - 弁天町駅前 - 石田二 - 第三突堤前）および支線106号系統（弁天ふ頭 - 弁天町駅前 - 福栄橋 - 第三突堤前）として運行されていた。
- 後に弁天町バスターミナルの開設の際に支線105号系統は境川 - 弁天町バスターミナル間を支線臨105号系統に分割した上で弁天町バスターミナル - 石田二 - 第三突堤前間へ、支線106号系統は弁天町バスターミナル - 福栄橋 - 第三突堤前へとそれぞれ区間短縮になった（なお、弁天ふ頭 - 弁天町バスターミナル間は代わりに幹線84号系統と支線98号系統が運行区間延長となる）。また支線臨105号系統は1994年に廃止になった。
  - 当時、支線105号系統と支線106号系統は連続運行をしていて、支線106号系統が運行しない日中および夜間は（現在の20A号系統と同様に）支線105号系統単独の運行であった。ただ連続運行とはいえそれは車両運用上の話で、第三突堤前に到着するまで行先表示は第三突堤前行きのままで、第三突堤前に到着後弁天町バスターミナル行きになっており、また支線同士でもあったことから（当時の料金制度上）連続乗車は不可能で、旅客側的には運行は分断していた。
- 2002年1月27日の市バス再編（同時に住之江営業所が大阪運輸振興の管理委託になった）の際に担当営業所が港営業所から住之江営業所に変更になり、系統番号は支線106号系統は106号系統、支線105号系統は109号系統に変更された。これは再編の際に、それまでの5号系統（天満橋 - なんば）が105号系統に変更されたためである。
- 後に106号系統と109号系統を統合して106A・106B号系統になり連続運行になった。
- 2008年3月30日の市バス再編で担当営業所が住之江営業所から港営業所に戻る。
- 2010年3月の系統再編より系統番号を20号系統（弁天町バスターミナル - 石田二 - 第三突堤前 - 港車庫）・20A号系統（弁天町バスターミナル - 石田二 - 第三突堤前）・51号系統（弁天町バスターミナル - 夕凪 - 港車庫）にそれぞれ変更され、それまでのような循環運転はなくなる。
- 2013年4月1日のダイヤ改正で港営業所が廃止になり、港車庫発着が天保山発着に変更され、酉島営業所に移管。

ダイヤおよび停留所
日中の運行本数はおおむね1時間あたり1本であるが、通勤時間帯には1時間あたり3本運行する。

### 44号系統
- 44：弁天町バスターミナル - 地下鉄大阪港 - （咲洲トンネル） - 中ふ頭駅前 - （→南港中三／←南港中四） - ポートタウン東駅前

概要
44号系統は弁天町駅から中央大通を経由、地下鉄大阪港から大阪港咲洲トンネルを通り、ポートタウン東駅前に至る路線である。咲州（さきしま、南港の島型埋め立て地の愛称）内は中ふ頭駅前を通る。なお、ポートタウン東駅前行きの方向幕には「ポートタウン東」としか書かれていない。
この系統が44A号系統だった時代は、大阪市住之江区のコスモスクエア駅前より南港税関前、ポートタウン東駅前を通りコスモスクエア駅前に戻る形で（旧）44号系統が運行されていた。
沿革
ゾーンバス制度は特44号系統として、大阪市港区の地下鉄朝潮橋から港大橋（阪神高速4号湾岸線）を通り、大阪市住之江区の南港バスターミナルに至る路線であった。1992年4月12日に始発が弁天町バスターミナルへ延長された。大阪市営バスで唯一高速道路（阪神高速4号湾岸線天保山 - 南港北間）を走る系統でもあった。2002年1月27日に44号系統に名前が変更され、それは2005年8月15日まで続いた。なお、後述するように地下鉄朝潮橋 - 南港大橋北詰間は支線17号系統と経路が重複していたため、港大橋を通るバスは2系統存在していたことになる。弁天町バスターミナル延伸時に支線17号系統が大幅に増便された煽りを受け、20分サイクルに交互運行されるパターンに改められている。
また、南港咲洲地区に国際見本市会場（インテックス大阪）がオープンした（それまでの大阪国際見本市会場は、現在の朝潮橋駅周辺の大阪市中央体育館がある場所に存在していた）事に伴い、地下鉄朝潮橋 - 国際見本市会場前を運行する支線17号系統が運行を開始した。この路線は特44号系統と同様に港大橋を経由していた。この支線17号系統はOTS線の開通に伴いコスモスクエア駅発着の幹線17号系統、臨17号系統などの運行開始に伴い廃止された。

両路線がほぼニュートラム・地下鉄と並行するが、2005年6月30日まで中ふ頭 - 大阪港間が大阪港トランスポートシステム (OTS) によって営業されており、運賃体系が別立て（2005年6月時点で大人全線230円均一）のため通算運賃が割高となることもあり、バスの利用者も多くいた。しかし、同年7月1日より中ふ頭 - 大阪港間も大阪市交通局が運営することになり（線路はOTS管理）、同時に運賃体系が統一されて値下げされた。そのため、利用者がニュートラム・地下鉄への転移により減少する可能性があり、また、阪神高速道路の回数券廃止でもコスト増大を回避するため、同年8月16日から2010年11月30日までの44号系統はポートタウン東駅前 - コスモスクエア間、44A号系統はポートタウン東駅前 - 弁天町バスターミナル間（大阪港咲洲トンネル経由）となり、大阪市営バスで唯一の高速道路を通るバス路線はなくなり、本数も削減された。さらに2010年3月28日のダイヤ改正で44号系統は平日の朝夕のみ運行になった。
なお、特44号系統時代には始発・終発およびその前後に住之江営業所の便も存在した。
また、国際見本市会場でイベントが行われる際の増便ダイヤの際には、支線17号系統に限り鶴町営業所からの応援車両（いすゞ車）も存在した。
港営業所が44A号系統→44号系統を担当していたが、2013年の港営業所廃止により酉島営業所に移管された。かつての44号系統は住之江営業所が担当していたが、2010年12月1日のダイヤ改正で、44号系統は17号系統と統合されて廃止となった。2012年4月1日のダイヤ改正で44A号系統は（新）44号系統に改番された。酉島営業所移管後の2014年9月20日に84号系統に統合される形で廃止となった。
備考
44号系統が高速道路を通っていたため、OTS線開業前までコスモスクエアシャトルバスとして使用されていた日野の専用車（前中折戸でハイバックシートを備えていた）で運行されていた。その後導入された車両はシートベルトが付いている専用のノンステップバスで運行されている（他の系統にも使用される場合あり）。なお、中扉車転属前は通常の後扉車で運行されていた。有料道路を走行するが、運賃は他の大阪市営バスと同じ200円均一であった。バスと地下鉄・ニュートラムを乗り継ぐことも可能である。

### 51号系統
運行区間
- 51：弁天町バスターミナル - 夕凪 - 福栄橋 - 港車庫

概要
51号系統は、大阪環状線・地下鉄中央線弁天町駅と港営業所との間を運行する路線である。
沿革
- 弁天町バスターミナル - 港車庫間は、九条営業所が港営業所に移転した時に支線106A号系統として運行を開始したのが始まりである。なお、元々この区間を含む路線としては支線106号系統（弁天ふ頭 - 弁天町駅前 - 福栄橋 - 第三突堤前）が存在していた（この変遷については上記の20号系統の項で述べる）。
- 2002年1月27日の市バス再編の際に系統番号が支線106A号系統から106A号系統に変更となり、後に109号系統が106号系統に統合され循環運転になった際に106D号系統に変更となる。
- 2010年3月28日の系統再編の際に系統番号が106D号系統から51号系統に変更となる。
- 2013年4月1日のダイヤ改正で、61号系統と統合し、弁天町バスターミナル-福栄橋-天保山という経路に変更。港営業所が廃止され、「港車庫」から「福崎二丁目」に停留所名が変更される。担当は鶴町・酉島両営業所。

ダイヤおよび停留所
日中の運行本数はおおむね1時間あたり1本であるが、時間帯によっては運行本数が2本になる。なお、通勤時間帯には1時間あたり3本運行する。

### 52号系統
運行区間
- 52：なんば - 塩草 - 鶴見橋商店街 - 地下鉄花園町 - 地下鉄動物園前 - あべの橋

概要
- 東成営業所、鶴町営業所が担当する便もある。
- 以前、あべの橋 - なんば間には52号系統（旧）（あべの橋 - 長橋二丁目 - なんば中学校前 - なんば、東成・九条→港・木津・住之江・住吉・長居→阿倍野の各営業所担当）と87号系統（あべの橋 - 地下鉄恵美須町 - 芦原橋駅前 - なんば、住吉・長吉・木津・長居→阿倍野の各営業所担当）という2つの路線があったが、2002年1月27日の市バス再編時にどちらも廃止になった。しかし、長橋二丁目より南のなにわ筋が開通したことにより、以前の52号系統を一部経路変更した形の48A号系統が運行を開始した。
- 2010年3月28日のダイヤ改正で系統番号が48A号系統から52号系統に変更となった。
- 2012年4月1日の改正で、住吉営業所が担当から外れ、新たに鶴町営業所が担当に加わった。
- なお、以前の52号系統と現在の52号系統で経路が異なる動物園前 - 長橋二丁目間には、現在7号系統が運行をしている。
- 2013年の営業所廃止により鶴町、東成両営業所のみの担当となる。

### 60号系統
運行区間
- 60：天保山 - 地下鉄朝潮橋 - 境川 - 大正橋 - 地下鉄桜川 - なんば
- 60：夕凪 - 境川 - 大正橋 - 地下鉄桜川 - なんば

概要
- 60号系統、港区天保山からみなと通・千日前通を経由して、なんばとを結ぶ路線である。88号系統とともに、港区の主幹路線である。平日は沿線住民の生活路線、土休日は天保山への観光路線の色合いが強い。また地下鉄利用よりも天保山 - なんば間に安くかつ速く結ぶことから利用者が多い。大阪市電24号系統（今里 - 大阪港）の代替機能も併せ持つ。

沿革
- 2002年の市バス再編前は、幹線60号系統であった。 九条営業所と支線17号系統が存在した当時は、幹線60A号系統（天保山 - 境川）幹線60B号系統（境川→ 難波）幹線60C号系統（地下鉄朝潮橋 - 難波）幹線60D号系統（大正橋 - 難波）幹線60E号系統（地下鉄朝潮橋 - 境川）幹線60F号系統（天保山 - 地下鉄朝潮橋）と実に6種類の枝系統が存在した。
- 港区役所が建て替えのために仮庁舎が弁天町駅前のオーク200内に設けられたことにより、港区役所へのアクセスとして特61A号系統（天保山 - 弁天町BT、幹支境界は市岡）と特61B号系統（弁天町BT - 境川、幹支境界は市岡元町）も運行されていた（いずれも支線区間は弁天町BT - 幹支境界の区間であった）。港区役所の新庁舎完成により特61A号系統と特61B号系統は廃止になった。
- 2013年の営業所廃止により鶴町・酉島両営業所担当となる。

ダイヤおよび停留所
- 平日昼間は15 - 20分ごと、土曜日・休日の昼間は10分ごとと、土曜日・休日の方が高頻度の運行となっている。
- なんばでは多くの路線が発着する高架下のバスターミナルではなく髙島屋の真向かい側の乗り場で発着する（但し御堂筋でのイベント開催時は高架下のバスターミナルでの発着になることがある）。
- なお、以前は平日の早朝に限り60B号系統（大正橋 → 天保山）が運行していたが、2010年3月28日のダイヤ改正でなんば始発となったことで60B号系統は実質廃止となった。
- 港営業所からの出庫系統および港営業所への入庫系統として、1日に数本夕凪 - なんば間を運行する便が存在する。運行時間帯は平日・土曜日・休日それぞれで異なる[5]。

### 61号系統
- 61：天保山 - 築港一丁目 - 築港中学校前 - 第三突堤前 - 港車庫
  - この系統は九条営業所が港営業所へ移転した際に支線106A号系統（現在の51号系統）とともに支線60号系統として誕生した路線である。当時は支線106号系統（弁天町バスターミナル - 夕凪 - 第三突堤前）が朝・夕のみの運行であったこともあり、支線106号系統が運行されない昼間の空白時間帯に運行され、港営業所と天保山（天保山操車場）との間を入出庫を兼ねて運行を開始した。
  - 2002年1月27日の市バス再編より系統番号が支線60号系統から60A号系統に変更となる。
  - 2010年3月28日のダイヤ改正で系統番号が60A号系統から61号系統に変更となる。
  - 2013年4月1日のダイヤ改正で51号系統と統合。担当は酉島、鶴町両営業所に。

### 72号系統
運行区間
- 72：天保山 - 築港一丁目 - 第一突堤前 - （なみはや大橋） - 大運橋通 - 大正区役所前 - 大正橋 - ドーム前千代崎

概要
- なみはや大橋は有料道路である。このため、44号系統と同様に有料道路を通る路線である。なみはや大橋はかなり高いところを通るため、大阪港や南港、大阪市内を見渡すことができ、眺望が良い。

沿革
- なみはや大橋を運行する系統は、2002年1月27日の市バス再編時に94号系統として天保山 - （なみはや大橋） - 小林公園前 - 大正橋 - 大阪ドーム前千代崎（当時）間の運行を開始した。
- 2008年3月30日の市バス再編時の際に系統番号が72号系統に変更されるとともに、大運橋通 - 南泉尾間の経路が小林公園前経由から大正区役所前経由に変更になる。なお、94号系統は以前の特91号系統の運行区間（鶴町四丁目 - 小林公園前 - ドーム前千代崎）に戻っている。
- 2008年10月20日の市バスダイヤ改正より、一部の便は中型ノンステップバス車両で運行している。
- 2009年3月29日の市バスダイヤ改正で、同日に廃止された109号系統の代替として日中便は鶴浜を経由する72A号系統として運行される。
- 2012年4月1日の市バスダイヤ改正で、72A号系統は統合され、鶴浜に停車しなくなる。
- 2013年4月1日のダイヤ改正で、ドーム前千代崎発着（大運橋通から大正区役所・大正橋経由）から鶴町4丁目発着に変更。営業所廃止により鶴町、酉島両営業所に移管。

ダイヤおよび停留所
- 以前の94号系統時代に路面凍結や大雨による冠水（なみはや大橋の大正区側の最下部で発生）でなみはや大橋が通行止になったことがあった。この場合緊急処置として、天保山 - 第一突堤前 - ドーム前千代崎（第一突堤前 - ドーム前千代崎間は港区内の走行でノンストップ）と、鶴町二丁目 - ドーム前千代崎（この区間に限り鶴町営業所が臨時で担当する）との2区間に分け、ドーム前千代崎を接点とした運行を行った。

### 73号系統
運行区間
- 73：なんば - 谷町九丁目 - 上本町六丁目 - 鶴橋駅前 - 桃谷駅前 - 生野区役所 - 大池橋 - 杭全（くまた）

概要
- かつては、現在と同じく73号系統として運行されていた。その後、支線30号系統を運行を開始したのに伴い乗継対象になり幹線73号系統に改称している。

- 木津営業所が存在していた時代は、木津がメイン担当で、この他に東成営業所が担当する便もあった。1995年に木津営業所が廃止されてからは東成と住之江の両担当となり、その後1997年末より、九条（現在の港）が加わった。
- 2002年1月27日に73号系統の系統番号に戻る。この時に住之江営業所が担当から外れた。
- その後、2010年3月28日より、住吉営業所も担当に加わった。
- 2012年4月1日より、住吉営業所に代わって、鶴町営業所が担当に加わった。
- 2013年4月1日のダイヤ改正・運行経路変更で、23号系統を集約し、運行経路を杭全から出戸バスターミナルに延伸。担当は東成と鶴町両営業所。

ダイヤ及び停留所
平日・土曜・日祝日とも、運転間隔は概ね40分程度である。

### 74号系統
運行区間
- 74：ドーム前千代崎 - 大正橋 - 新千歳 - 大正区役所前

概要
74号系統は、ドーム前千代崎から大正区西部を結ぶ路線である。2012年4月1日のダイヤ改正で98A号系統が74号系統に改番される。
- 2013年の営業所廃止により酉島と住之江両営業所の担当に。

ダイヤ
朝ラッシュ（平日・土曜日）と深夜のみの運行である。

### 75号系統
運行区間
- 75：なんば - 幸町1丁目 - 西大橋 - 土佐堀一丁目 - 大阪駅前

概要
- 75号系統は、なんばからなにわ筋を経由して、大阪駅とを結ぶ路線である。なにわ筋部分は事業所が多いため、ラッシュ時には一定の利用者がいる。

沿革
- 以前は鶴町四丁目 - 大浪橋 - 難波中学校前 - 幸町一丁目 - 西大橋 - 土佐堀一丁目 - 大阪駅前の運行（主担当は鶴町営業所）であったが、2012年4月1日より起点が鶴町四丁目からなんばへと変更（運行区間短縮）となる。
- 大正区内でゾーンバス制度が開始された当初、支線との乗り継ぎが出来なかった（大正区内のゾーンバス乗継指定停留所は大正橋だけだった）ため幹線の名称はなく、現在と同様の75号系統であった。その後幹線80号系統が運行を開始した時に三軒家と大正区役所前も乗継指定停留所になったので幹線75号系統に改称している。2002年1月27日のダイヤ改正時に、再度75号系統に改称している。
- ゾーンバス制度導入（1979年）以前には大阪駅前の構内（黄色）のりばはなく、阪神百貨店前の歩道上（現在の安全地帯5番のりばの南向かい側あたり）から75号系統の鶴町四丁目ゆきは発車していた。このために往路ルートは現在のルートとは違い、桜橋から梅田新道を経由（停留所も存在していた）して、大阪駅前のおりばは国道176号線沿いの阪神百貨店東側にあった。また復路の桜橋までのルートのうち、国道2号までのルートも一方通行規制の関係で現在の北向きの道路が南向きの一方通行だったので、当時はこちら側の道路を通行していた。この名残で長年桜橋→大阪駅前を桜橋交差点を右折して大阪駅前第1ビル東側の道路を通行していたが、現在は桜橋→大阪駅前は四つ橋筋経由で運行している。
- 2008年10月20日より、前日に開業した京阪電鉄中之島線への乗り換えの利便性向上のために、肥後橋 - 堂島間の渡辺橋停留所にも停車するようになる。
  - それ以前の渡辺橋停留所（大阪駅前方面行き）は中之島通沿いに設置されていて53号系統のみ停車していた。京阪中之島線建設中に四つ橋筋沿いに移設されたものの53号系統以外のバスは2008年10月19日（京阪電鉄中之島線開業日）まで渡辺橋停留所には停車していなかった。
- 2009年3月29日、市バス再編時の際のダイヤ改正で港営業所が当該路線の担当から外れ、代わって住之江営業所が当該路線の担当に加わる。
- 2010年3月28日、住之江営業所担当が外れ、港営業所担当が復活する。
- 2010年9月1日、住之江営業所担当が復活する。
- 2012年4月1日、運行経路がなんば - 大阪駅前に変更され、担当に東成営業所が加わり、一方で住之江営業所が担当から外れる。
- 2013年の営業所廃止により鶴町、東成両営業所の担当に。

ダイヤおよび停留所
- およそ30〜45分毎の運行となっている。
- なお過去には平日の早朝に1便だけ75A号系統（なんば中学校前→大阪駅前）が存在していたが2009年3月29日のダイヤ改正で鶴町4丁目発の便に統合されて区間便はなくなった。

その他
- JR大阪駅の改装工事に伴う大阪駅前の構内（黄色）のりばの進入・進出経路変更により、現在は大阪駅前→桜橋間は梅田新道交差点経由で運行している（ただし梅田新道停留所には停車しない）。

### 84号系統
運行区間
- 84：弁天町バスターミナル(現弁天町駅前) - 弁天ふ頭 - 本田（ほんでん）一丁目 - 地下鉄西長堀 - 四ツ橋 - なんば

概要
84号系統は、弁天町駅から玉船橋、長堀通を経由してなんばとを結ぶ路線である。大阪市営トロリーバス9号線、さらに遡れば大阪市電9号系統（今里 - 玉船橋）の代替機能を持つ。
沿革
かつての84号系統（ゾーンバス制度導入後は幹線84号系統）は東成営業所（1980年ごろまでは生野営業所も）担当の路線で、杭全 - 地下鉄今里 - 四ツ橋 - 弁天ふ頭間で運行していた。その後、何度か路線の短縮・延長および担当営業所の変更を繰り返している。
- ゾーンバス制度導入の際にあわせて地下鉄今里 - 弁天ふ頭間に短縮される。
- 弁天町バスターミナルの開設（操車場の移転）に伴い地下鉄今里 - 弁天町バスターミナル間に延長される。
- 地下鉄長堀鶴見緑地線の延伸により、弁天町バスターミナル - 地下鉄西長堀間に短縮される。
  - この時に担当営業所が地下鉄今里を運行しなくなったこともあり、東成営業所から九条営業所（現在の港営業所）に変更となる。
- 1999年7月1日に日中の一部の便が弁天町バスターミナル - なんば間に延長される（弁天町バスターミナル - 地下鉄西長堀間の便は幹線84A号系統に変更）。他社線との連絡により利用客の増加を図るためであった。
- 2002年1月27日に幹線84号系統が84号系統に系統番号が変更され、全便が弁天町バスターミナル - なんば間の運行となる。この時に担当営業所が港営業所から住之江営業所に変更される。
- 2008年3月30日に担当営業所が住之江営業所から港営業所に再度変更される。
- 2013年の営業所廃止により酉島営業所に移管。

地下鉄今里 - 弁天町バスターミナル間を運行していたころは1時間に2 - 4本が確保されていたが、区間短縮後は本数が削減されている。
ダイヤおよび停留所
平日、土曜、休日とも、ほぼ60分ごとに運行している。四ツ橋 - なんば間は、なんば行きが御堂筋、弁天町バスターミナル行きが四つ橋筋を経由する。全便中型車での運転である。

### 88・88A号系統
運行区間
- 88：天保山 - 地下鉄朝潮橋 - 夕凪 - 境川 - 肥後橋 - 桜橋（往路）／淀屋橋（復路） - 大阪駅前
- 88A：夕凪 → 境川 → 肥後橋 → 桜橋 → 大阪駅前

概要
- 88号系統は、港区からみなと通（国道172号）・土佐堀通を経由し、大阪駅とを結ぶ路線である。60号系統とともに、港区の主幹路線である。地下鉄利用よりも天保山-大阪駅間に安くかつ乗り換えなしで結ぶことから利用者が多い。大阪市電23号系統（都島車庫 - 大阪駅 - 大阪港）の代替機能も併せ持つ。

- 大阪駅行きは四つ橋筋を、天保山行きは御堂筋を経由する。なお、天保山 - 大阪駅前間は片道約45 - 50分ほどかかる。

- 数少ないが、夕凪 → 大阪駅前を運行する88A号系統が存在する。

沿革
- 2002年1月27日のダイヤ改正以前は幹線88号系統と称していた。また、九条営業所があったころは境川 - 大阪駅間を運行する幹線88A号系統が存在し、その当時は現在の88C号系統の系統は幹線88B号系統であった。
- 1970年代ごろまでは大阪駅前の構内（黄色）のりばはなく、大阪駅前交差点の西側（現在大阪第一生命ビル北側にある大阪駅前の降り場専用の停留所）から88号系統の天保山行き（当時方向幕は大阪港行きと表示されていた）は発車していた。
- 2008年10月20日より、前日に開業した京阪電鉄中之島線への乗り換えの利便性向上のために、肥後橋 - 堂島間の渡辺橋停留所にも停車するようになる。
  - それ以前の渡辺橋停留所（大阪駅前方面行き）は中之島通沿いに設置されていて53号系統のみ停車していた。京阪中之島線建設中に四つ橋筋沿いに移設されたものの53号系統以外のバスは2008年10月19日（京阪電鉄中之島線開業日）まで渡辺橋停留所には停車していなかった。
- また2008年10月20日より88号系統はループ系統ではなく往復系統となる（往路が大阪駅前行き、復路が天保山行き）。これにより大阪駅前でループせずに分断されていた88B号系統が88号系統に集約される形で廃止（欠番）となる。
- 2010年3月28日のダイヤ改正で88C号系統（川口一丁目 - 大阪駅間の区間便）が廃止になる。
- 2013年の営業所廃止により酉島、中津、鶴町の各営業所が担当となる。

ダイヤおよび停留所
- 日中の1時間あたりの運行本数は平日が4便に対して土曜・休日は6便となっている。107号系統（弁天町バスターミナル - 天満橋）の廃止により土曜・休日は2008年10月20日のダイヤ改正より増便されている。
- 天保山行きの淀屋橋停留所は、2回停車（市役所前と交差点西）する「ダブルストップ」であった。御堂筋上にある市役所前のりばを出ると、すぐ先の淀屋橋交差点で土佐堀通へ右折する必要があり、原動機付自転車のような二段階右折を行っていたが、2005年8月15日をもって市役所前のりばでの乗降を廃止し、二段階右折も解消された。交差点西の停留所は、客待ちのタクシーのためバスが歩道に近づけないことがある。
- また、2012年4月1日から大江橋（復路）の停留所扱いが廃止された。これは御堂筋の車の交通量が多く、淀屋橋で右折する際1番左の車線から1番右への車線変更が困難なためと見られる（約5車線分移動する）。
- 2009年3月29日、それまでの九条南1丁目停留所（境川 - 九条新道間）が阪神なんば線が開業されたことにより停留所名が阪神九条停留所に名称変更される。

### 91急号系統
2012年4月1日ダイヤ改正時点で港営業所は急行系統のみの担当で、91号系統（各停）は担当していなかった。

### 98号系統
運行区間
- 98：弁天町バスターミナル - 玉船橋 - 大正橋 - 新千歳 - 大正区役所前

概要
98号系統は、港区の弁天町駅から大正駅を経由して、大正区西部とを結ぶ路線である。一見乗客の流動に沿っていないような経路設定に見えるが、これは後述の沿革で記述する。
沿革
過去には98号系統として弁天ふ頭 - 境川 - なんば間を運行していた。西区・港区エリアゾーンバス制度導入時に支線98号系統として境川 - 弁天ふ頭間に運行区間が短縮（境川 - なんば間は幹線60号系統に統合）され、大正区エリアゾーンバス制度導入時（1979年）に108号系統（なんば - 大正橋 - 新千歳）と統合して、弁天ふ頭 - 境川 - 大正橋 - 新千歳 - 大正区役所間の運行となった。その後弁天町バスターミナルの開設（操車場の移転）に伴い弁天町バスターミナル - 弁天ふ頭間が延長されて現在の運行区間になった。98号系統の経路が乗客の流動に合っていないのは、支線98号系統が、弁天ふ頭・弁天町バスターミナルと新千歳・大正区役所方面の2方向への支線機能を併せ持っていたからである。
2002年1月27日の市バスダイヤ改正時に支線98号・支線98B号（ドーム前千代崎 - 大正区役所前）・支線98C号（ドーム前千代崎 - 新千歳）系統がそれぞれ98号・98B号・98C号系統に、特98号系統（鶴町4丁目 - ドーム前千代崎）が98A号系統になるとともに、大正区役所前発着の系統が鶴町営業所との共同担当になったが、現在は港営業所単独の担当に戻っている。
2008年3月30日の市バスダイヤ改正より、一部の便は中型ノンステップバス車両で運行している。
2010年3月28日の市バスダイヤ改正より、98B号系統が98A号系統に系統番号が変更に、98A号系統と98C号系統が廃止になる。
2012年4月1日のダイヤ改正で98A号系統が74号系統に改番される。
九条営業所が存在していた時代には、支線98号系統の区間運転系統として、実に7つの区間運転が存在した時代があった。
- 支線98A号系統：弁天町バスターミナル - 境川
- 支線98B号系統：弁天町バスターミナル ← 大正橋
- 支線98C号系統：大正橋 - 大正区役所前
- 支線98D号系統：弁天町バスターミナル - 新千歳
- 支線98E号系統：大正橋 - 新千歳
- 支線98F号系統：弁天ふ頭 - 大正区役所前
- 支線98G号系統：弁天町バスターミナル - 弁天ふ頭

なお、平日・土曜日の朝ラッシュ時の支線98E号系統の新千歳行きの一部には、折り返し新千歳発なんば行き（当時の幹線臨98号系統）となるための送り込み便として木津営業所の担当便も存在していた。
2013年の営業所廃止により酉島営業所と鶴町営業所の担当に。
ダイヤおよび停留所
2010年3月のダイヤ改正より、平日・休日昼間はおよそ40分ごと、土曜昼間はおよそ30分ごとに運行している。

### 99号系統
運行区間
- 99：弁天町バスターミナル - 此花区役所 - 春日出 - 北港大橋 - 酉島車庫前

概要
- 此花区から国道43号を経由して港区を結ぶ路線である。弁天町では中央線と連絡している。流動が少ない区間どうしを結ぶため、本数は比較的少ない。国道43号弁天町駅前交差点を先頭とする渋滞で遅れがちである。住之江営業所担当のころは中型車が使用されていたが、現在は大型車が使用される。

沿革
- 元々は幹線99号系統として全便が春日出営業所の担当で、春日出車庫前（現在の東島屋） - 此花区役所前 - 弁天町バスターミナル間の運行であったが、春日出営業所が酉島営業所に移転する際に東島屋 - 島屋 - 酉島住宅前 - 酉島車庫前を延長して現在の運行区間になる（担当営業所は酉島営業所が継承）。
- 2002年1月27日の市バス再編時の際に幹線99号系統から99号系統になったとともに、同改正により大阪運輸振興の委託となった住之江営業所の担当になったが、酉島営業所が大阪運輸振興委託になったことにより再び酉島営業所が担当するようになり、後に酉島と港の両営業所が受け持つようになる。
- 2009年3月29日に安治川口駅前停留所が新設され99号系統が安治川口駅前経由になるとともに、全便が港営業所の担当になる。
- 2013年の営業所廃止により酉島営業所に移管。

ダイヤおよび停留所
- 平日、土曜、休日とも、終日1時間ごとの運行である。終バスは19時台と比較的早い。

### 108号系統
運行区間
- 港営業所が運行から撤退した後の2014年4月1日に系統番号が変更された。

### シャトルバス
- 多客時には天保山ハーバービレッジと臨時駐車場を結ぶ無料シャトルバスを運行していた（のち近鉄バスが運行）。
- また、OTS線（現在のOsaka Metro中央線の大阪港駅 - コスモスクエア駅間）開業前は大阪南港の企業送迎バスの運行を担当していた（九条時代）。専用車は休日には大阪駅やなんばとコスモスクエアを結ぶシャトルバス路線（190号系統および191号系統）の応援にも入っていた[7]。

## 車両
2006年春までは前身の九条営業所時代から引き続き三菱自動車（現在の三菱ふそうトラック・バス）製（但し、架装は三菱・呉羽→新呉羽の純正が殆どで、西日本車体工業架装はかなり後年になってから）・日野自動車製の車両が配置されていたが、2010年現在は三菱ふそうトラック・バス、いすゞ自動車の2メーカーとなっている。CNGバスも配属されている。2008年にいすゞ自動車製の中型のノンステップバス（いすゞ・エルガミオ）が、2010年には同社の大型のノンステップバス（いすゞ・エルガ）が導入された（2006年に近郊仕様・シートベルト付き車両の導入実績あり）。
CNGバスの他、嘗ては電気バス（九条営業所時代にいすゞ・BUの電気バス仕様が導入され、"あおぞら号"と名付けられた）や蓄圧式ハイブリッドバス（三菱ふそう・エアロスターMBECS）も導入されていたことがあった。
大阪シティバスにより開設された2025年4月時点で電気バス82台（いすゞエルガEV24台、EVモーターズ・ジャパンF8シリーズ2 10.5m車58台）が配置された。